# Edvard, hertig av York
Edvard av Norwich, född 1373, död 25 oktober 1415,  2:e hertig av York och 1:e hertig av Aumale,  var en engelsk ädling, drunknad i lera under slaget vid Agincourt. 

## Biografi
Han var son till Edmund av Langley och första hustrun Isabella, och därmed sonson till kung Edvard III, och antas ha fötts i  Norwich.  Han stod sin kusin kung Rikard II nära, och blev först earl av Rutland och 1397 hertig av Aumale. Detta band gjorde att han förlorade sitt inflytande efter att Henrik IV hade gripit makten och han berövades sitt hertigdöme. Han fick dock snart ett annat då han efterträdde fadern som hertig av York 1402. Han gifte sig med en änka, Filippa de Mohun, men de fick inga barn. Då han dog ärvdes inte hans hertigdöme omedelbart av brorsonen Rikard Plantagenet eftersom Rikards far Rikard av Cambridge hade gripits för förräderi, men den yngre Rikard fick slutligen hertigdömet.  
Hertigens död i slaget vid Agincourt kan knappast beskrivas som heroisk. Tillsammans med många av de franska riddarna misslyckade han att hålla sig uppe och kvävdes under en hög av hästar och män.
Som hertigen av Aumerle har han en viktig roll i Shakespeares Richard II och en mindre i  Henrik V.